# 시즈오카 신문

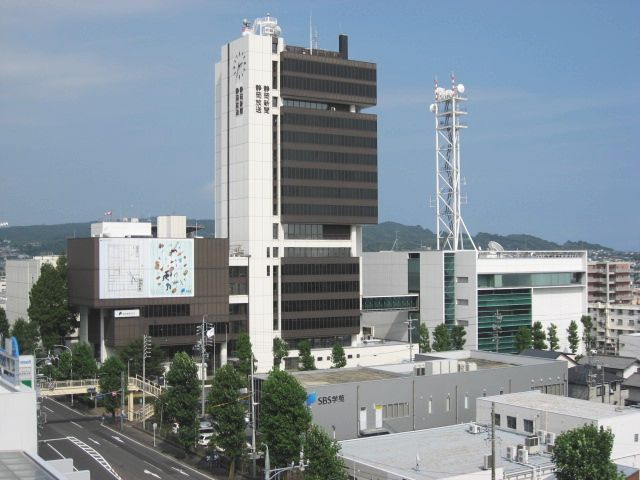

시즈오카 신문(静岡新聞)은 일본어 신문이다. 2022년에는 53만명이 이 신문을 읽었다.